# Roca dels Moros (Cretes)
|  | No s'ha de confondre amb Roca dels Moros (el Cogul). |

La Roca dels Moros, vora el barranc del Calapatà, a Cretes (Matarranya), és un jaciment de l'art rupestre de l'arc mediterrani de la península Ibèrica. Es tracta d'una paret rocosa, protegida per una balma, on s'havien pintat diferents motius. Els més notables són tres cérvols pintats amb un tractament delicat i fins i tot naturalista i amb diferents actituds: dos dels cérvols marxen, un cap a la dreta i un altre cap a l'esquerra, i un tercer està ajagut. A més hi ha tres figures antropomorfes, entre les que s'identifiquen dos arquers. La conservació parcial de les pintures no permet confirmar si es tracta d'una escena de caça o si els elements no estan relacionats. A més, la diversitat de formes fa pensar que les diferents figures poden haver estat fetes en moments molt separats.
La Roca dels Moros té una importància singular en l'estudi de l'art rupestre de l'arc mediterrani perquè va ser el primer jaciment que se'n va descobrir, quan el 1903 el va trobar l'arqueòleg de Calaceit Joan Cabré. Els anys següents ell mateix va estudiar el jaciment amb Henri Breuil, que aleshores va descobrir el veí jaciment dels Gascons. Un cop estudiades, les principals figures (els tres grans cérvols i un petit bòvid) es van arrencar per protegir-les i actualment són al Museu d'Arqueologia de Catalunya de Barcelona.